# 南水街道
南水街道，是中华人民共和国江西省赣州市南康区下辖的一个乡镇级行政单位。2023年12月25日，从东山街道析出龙珠坊、挹翠路、南水、惠民、益民、城南、南平、幸福、村坊里、长排上、天马山、南原、芙蓉、爱民路、塔坳、佳福等16个居委会和大卫、南山、桐梓、上坪等4个村委会，设立南水街道。

## 历史沿革
- 2002年，设立南水开发办。2023年前，南水新区辖南水社区、天马山社区、益民社区、幸福社区、芙蓉社区、城南社区、南山村、大卫村。

- 2023年增设挹翠路社区、龙珠坊社区、村坊里社区、南平社区、长排上社区、南原社区、惠民社区7个社区。撤销南水新城区开发建设委员会办公室（简称南水新区），设立南水街道办事处，并划入东山街道管辖的爱民路、塔坳、佳福等3个社区和桐梓、上坪2个行政村。

## 行政区划
南水街道下辖下辖16个居委会、4个村委会。：
龙珠坊、挹翠路、南水、惠民、益民、城南、南平、幸福、村坊里、长排上、天马山、南原、芙蓉、爱民路、塔坳、佳福等16个居委会和大卫、南山、桐梓、上坪等4个村委会。